# Circondario di Ahrweiler
Il circondario di Ahrweiler (targa AW) è un circondario (Landkreis) della Renania-Palatinato, in Germania.

Comprende 5 città e 69 comuni.

Capoluogo e centro maggiore è Bad Neuenahr-Ahrweiler.

## Geografia antropica
Tra parentesi gli abitanti al 31 dicembre 2021, il capoluogo della comunità amministrativa è contrassegnato da un asterisco.

### Città e comuni indipendenti
- Bad Neuenahr-Ahrweiler, città (26 550)
- Grafschaft (10 969)
- Remagen, città (17 456)
- Sinzig, città (17 414)

### Comunità amministrative (Verbandsgemeinde)
- Verbandsgemeinde Adenau, con i comuni:

1. Adenau, città * (3 020)
2. Antweiler (472)
3. Aremberg (215)
4. Barweiler (384)
5. Bauler (50)
6. Dankerath (70)
7. Dorsel (189)
8. Dümpelfeld (604)
9. Eichenbach (74)
10. Fuchshofen (98)
11. Harscheid (134)
12. Herschbroich (270)
13. Hoffeld (298)
14. Honerath (162)
15. Hümmel (490)
16. Insul (443)
17. Kaltenborn (344)
18. Kottenborn (172)
19. Leimbach (449)
20. Meuspath (149)
21. Müllenbach (509)
22. Müsch (198)
23. Nürburg (168)
24. Ohlenhard (142)
25. Pomster (151)
26. Quiddelbach (258)
27. Reifferscheid (490)
28. Rodder (237)
29. Schuld (622)
30. Senscheid (90)
31. Sierscheid (89)
32. Trierscheid (72)
33. Wershofen (911)
34. Wiesemscheid (235)
35. Wimbach (445)
36. Winnerath (193)
37. Wirft (153)

- Verbandsgemeinde Altenahr, con i comuni:

1. Ahrbrück * (1 076)
2. Altenahr (1 592)
3. Berg (1 294)
4. Dernau (1 390)
5. Heckenbach (233)
6. Hönningen (1 050)
7. Kalenborn (677)
8. Kesseling (604)
9. Kirchsahr (350)
10. Lind (570)
11. Mayschoß (822)
12. Rech (524)

- Verbandsgemeinde Bad Breisig, con i comuni:

1. Bad Breisig, città * (9 671)
2. Brohl-Lützing (2 520)
3. Gönnersdorf (649)
4. Waldorf (899)

- Verbandsgemeinde Brohltal, con i comuni:

1. Brenk (189)
2. Burgbrohl (3 285)
3. Dedenbach (490)
4. Galenberg (225)
5. Glees (608)
6. Hohenleimbach (376)
7. Kempenich (1 854)
8. Königsfeld (685)
9. Niederdürenbach (958)
10. Niederzissen * (2 784)
11. Oberdürenbach (662)
12. Oberzissen (1 100)
13. Schalkenbach (828)
14. Spessart (833)
15. Wassenach (1 239)
16. Wehr (1 134)
17. Weibern (1 536)